# 天保丁銀

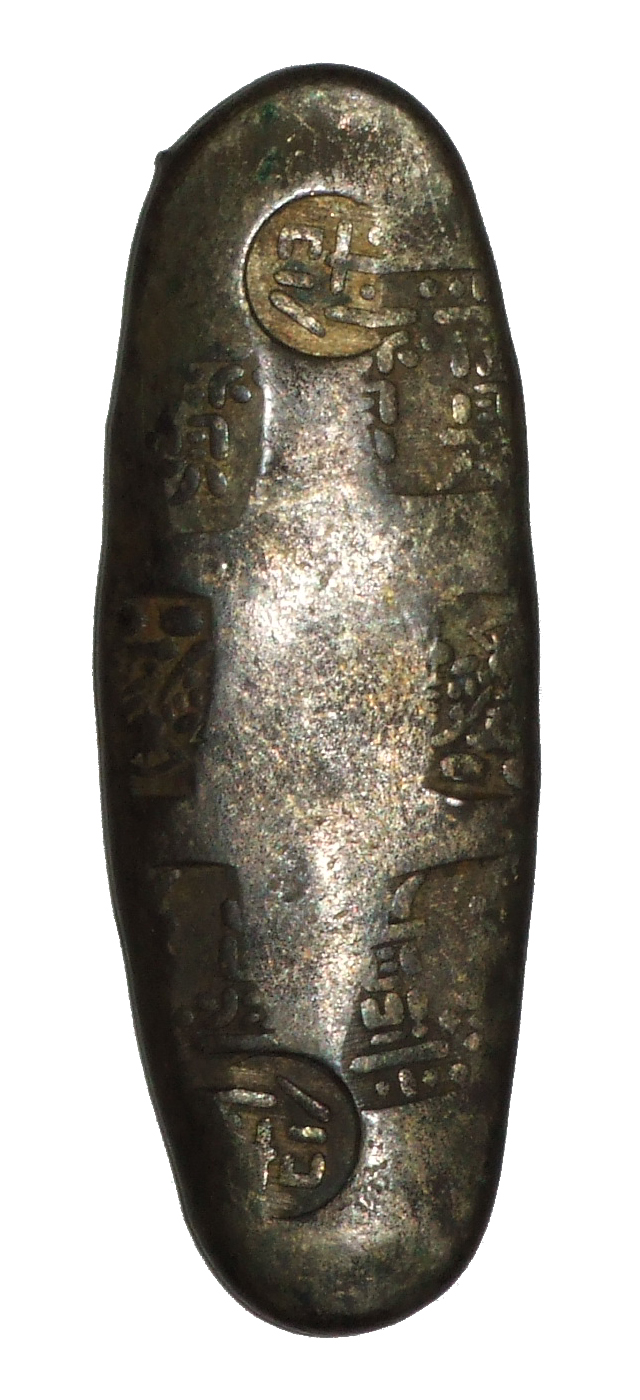
天保丁銀（保字丁銀）

天保丁銀（てんぽうちょうぎん）とは、天保8年11月7日（1837年12月4日）から鋳造が始まり、同12月18日（1838年1月13日）より通用開始された丁銀の一種で秤量貨幣である。保字丁銀（ほうじちょうぎん/ほじちょうぎん）とも呼ばれる。また天保丁銀および天保豆板銀を総称して天保銀（てんぽうぎん）あるいは保字銀（ほうじぎん/ほじぎん）と呼ぶ。

## 概要
表面には「（大黒像）、常是」および「常是、寳」の文字に加えて両端に計二箇所の「保」字の極印が打たれている。また12面の大黒像を打った十二面大黒丁銀は上納用あるいは祝儀用とされる。

## 略史
文政年間の吹替えによって得られた出目（改鋳利益）も、依然として続いた徳川家斉による奢侈に費え、加えて天保4年（1833年）頃から起こり始めた天保の大飢饉は幕府の財政をさらに困窮させた。この財政難の解決策として出目（改鋳利益）獲得により幕府の蓄財を増強するために、天保8年（1837年）に新たに一分銀を制定するなど、小判を含め貨幣の品位の低下を伴う貨幣の全面的な吹替えが行われた。
この吹替えに伴う古銀に対する引替増歩は以下のように定められ、天保13年8月2日（1842年9月6日）には古銀を通用停止とし引替は翌年10月限りとの触書であったが、その後再三に亘って期限は延期されている。
- 古文字銀　1貫目につき、保字銀1貫100目
- 新文字銀　1貫目につき、保字銀1貫10目

安政2年11月（1855年12月頃）には、古銀の引替増歩を以下のように引き上げさらに引替に尽力を注いだ。
- 元文銀　10貫目につき、銀13,930目
- 文政銀　10貫目につき、銀10,690目

この吹替えによる出目により江戸城御金蔵に金銀分銅を蓄えることができたが、それは一時的な縫合策に過ぎず、物価の高騰などの弊害を招き、天保の改革の趣旨に反することから天保14年8月17日（1843年9月10日）に水野忠邦の命により保字金銀の鋳造が一時停止された。しかし翌年9月13日（1844年10月24日）に財政再建のため保字金銀の鋳造が再開された。
文政年間までは比較的物価は安定していたが、天保年間に入ると飢饉に加え、貨幣の含有銀量の低下の影響も現れ始め、また名目貨幣である計数貨幣の流通量が増大したことから物価は高騰した。また銀貨は大量に発行された一分銀などの計数銀貨が大きな比重を占めるようになり、秤量銀貨は流通量、重要性ともに低下していき、銀目取引は藩札などに取って代わられることになった。天保9年（1838年）に金一両＝銀五十九匁前後と銀相場が高騰したことから、これを抑える目的で秤量貨幣の増鋳を図るため、天保10年8月2日（1839年9月9日）に銀含有量を23%に引き下げるという計画もあったが、廃案となっている。
保字銀の含有銀量を一両当りに換算すると、文政南鐐二朱判一両の含有銀量にほぼ等しく、このような含有銀量の劣る名目貨幣が先導して、その後の本位貨幣的な丁銀の含有銀量が決まるという現象は文政丁銀、安政丁銀、その他小判改鋳のときでも見られる。慶應4年5月9日（1868年6月28日）の銀目廃止令をもって通用停止となった。

## 天保豆板銀

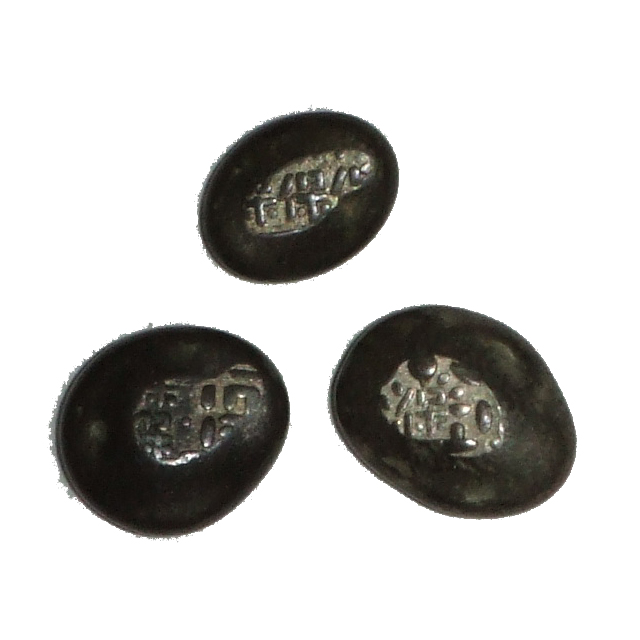
天保豆板銀（保字小玉銀）

天保豆板銀（てんぽうまめいたぎん）は天保丁銀と同品位の少額貨幣である豆板銀で、「寳」文字および「保」字を中心に抱える大黒像の周囲に小さい「保」字が廻り配列された極印のもの「廻り保」を基本とし、また「保」字が集合した「群保」、大文字の「保」字極印である「大字保」などが存在する。

## 保字銀の品位
『旧貨幣表』に依れば、規定品位は銀26%（七割一分四厘引ケ）、銅74%である。
| 銀銅 |

明治時代、造幣局により江戸時代の貨幣の分析が行われた。古賀による保字銀の分析値の結果は以下の通りである。
- 金0.04%
- 銀26.05%
- 雑73.91%

雑分はほとんどが銅であるが、少量の鉛などを含む。組成は四分一（しぶいち）と呼ばれる銀銅合金に近い。

## 保字銀の鋳造量
『旧貨幣表』によれば、丁銀および豆板銀の合計で182,108貫（約680トン）である。
また天保の改革による天保14年8月17日（1843年9月10日）鋳造一時停止時までの鋳造高は、『金銀考』によれば148,041貫余である。
吹替えにより幕府が得た出目（改鋳利益）は天保14年8月17日（1843年9月10日）までの段階で28,160貫であった。
銀座の鋳造手数料としての分一銀は、鋳造高100貫目につき文政期より500目減じて3貫目となった。後の天保14年（1843年）には2貫700目まで減額された。